# Jugoslávské železnice

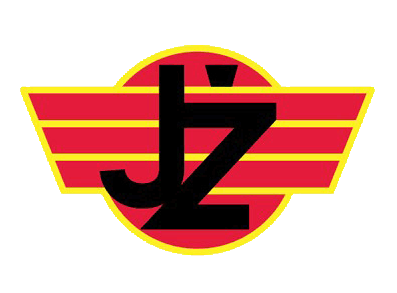
Logo na vagonech provozovaných JŽ

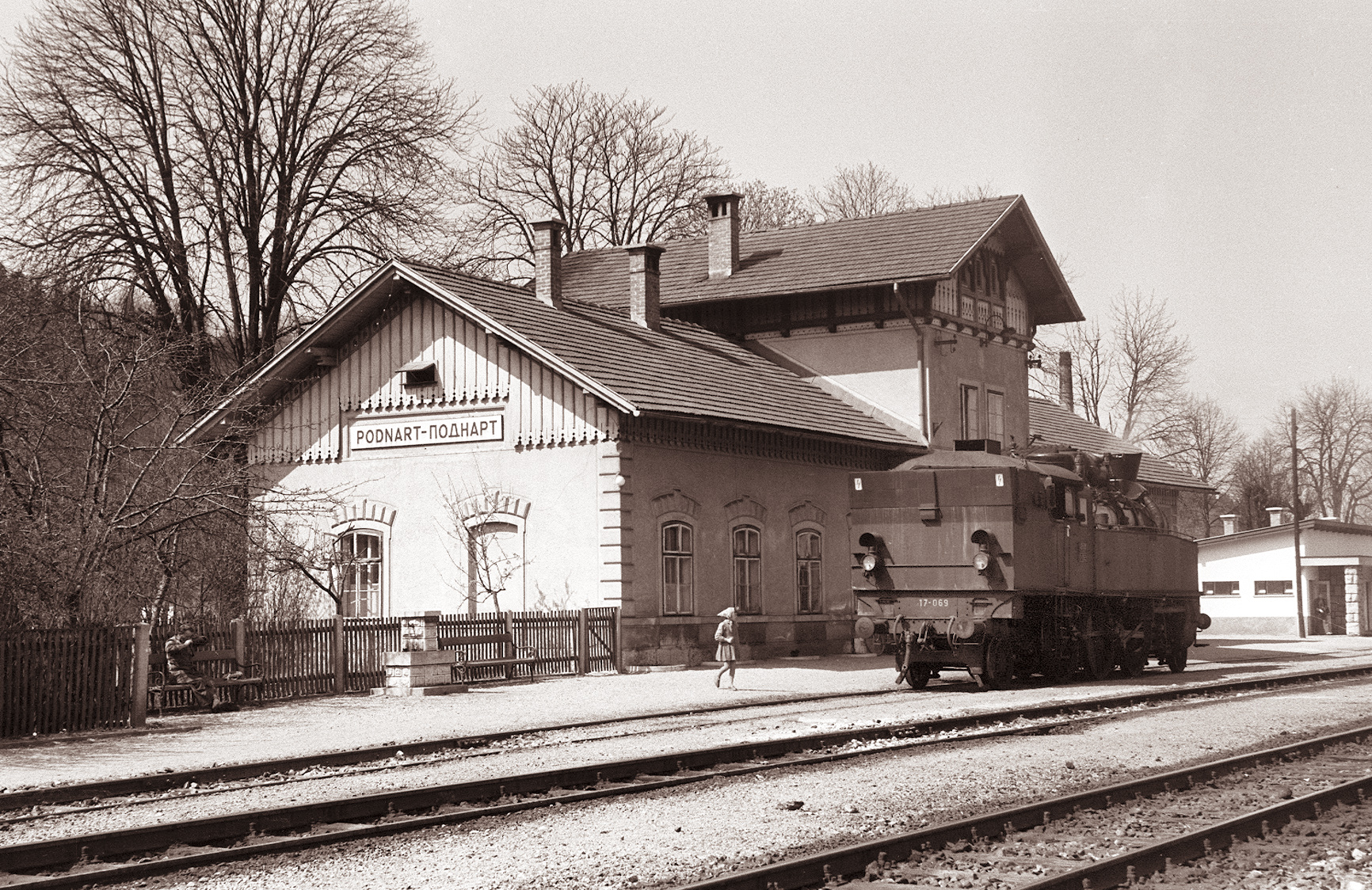
Železniční stanice (zde Podnart na území Slovinska) bývaly označeny vždy v latince i cyrilici.

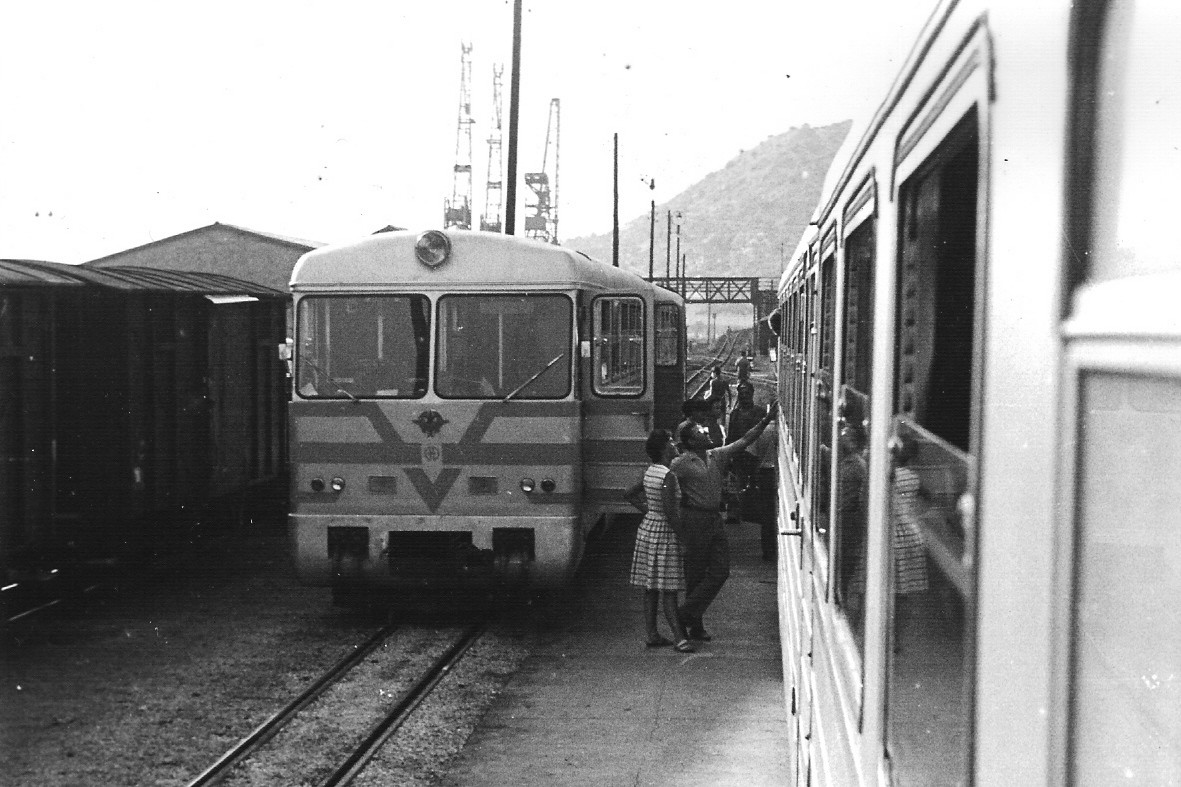
Motorový vůz ve stanici Dubrovník.

Jugoslávské železnice (srbochorvatsky Jugoslovenske železnice/Југословенске железнице, slovinsky Jugoslovanske železnice, makedonsky Југословенски Железници) byla státní unitární železnice, operující od cca 20. let až do roku 1991.
Železnice byla zakládajícím členem Mezinárodní železniční unie, byl jí přidělen UIC kód 72 (nyní jej používá Srbsko) a oficiální zkratka byla JŽ (v cyrilici ЈЖ).

## Historie
Sjednocení železničních sítí jednotlivých částí Srbska a bývalého Rakousko-Uherska představovalo v 20. letech nadmíru složitý úkol. Nově vzniká jugoslávská železniční síť byla značně nehomogenní; s dobrými vazbami na centra bývalého mocnářství, resp. i Osmanské říše, nicméně s velmi špatnými vnitrostátními vazbami. Zcela navíc chybělo spojení v jižních částech země. Nemalá část finančních prostředků, které mělo na výstavbu a rozvoj železnice Království Jugoslávie k dispozici, padla na modernizaci tratě z Bělehradu do Záhřebu.
Na území Bosny a Hercegoviny byla provozována rozsáhlá síť úzkorozchodné železnice.
Po druhé světové válce byla železnice rozvíjena prostřednictvím mládežnických brigád, především na území Bosny a Hercegoviny. I přes velké investice a rozsáhlé stavební práce však SFRJ stále zaostávala v hustotě sítě za rozvinutými evropskými zeměmi. V roce 1978 bylo v provozu 9909 km železničních tratí (z toho 2911 km elektrifikovaných). K dispozici bylo 3405 osobních vozů a motorových vozů, 49 265 vagonů nákladních a 1558 lokomotiv. Podíl železnice na celkové dopravě v zemi dosahoval 12 % (osobní doprava), resp. 34,9 % (nákladní doprava).

## Nástupnické společnosti
Po rozpadu Jugoslávie vznikly následující železniční společnosti:
- Željeznica Crne Gore (ŽCG) - Černá Hora
- Hrvatske željeznice (HŽ) - Chorvatsko
- Željeznice Federacije Bosne i Hercegovine (ŽFBiH) - Federace Bosny a Hercegoviny
- Željeznice Republike Srpske (ŽRS) - Republika srbská
- Makedonski Železnici (MŽ) - Makedonie
- Slovenske železnice (SŽ) Slovinsko
- Železnice Srbije (ŽS) - Srbsko
- Hekurudhat e Kosovës - Kosovo